# Yamazaki Chōun

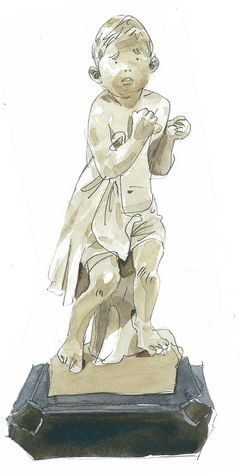
Skizze für die Skulptur „Oh, wie kalt!“

Yamazaki Chōun (japanisch 山崎 朝雲, eigentlich Yamazaki Harukichi (山崎 春吉); geboren 17. Februar 1867 in Hakata (heute Ortsteil von Fukuoka); gestorben 4. Juni 1954) war ein japanischer Bildhauer der Meiji-, Taishō- und frühen Shōwa-Zeit.

## Leben und Werk
Yamazaki Chōun wurde in Hakata von Takada Matashirō (高田 又四郎), dem letzten Schnitzer traditioneller buddhistischer Figuren unterrichtet. 1895 erhielt er eine Auszeichnung auf der „Inländischen Ausstellung zur Förderung der Wirtschaft“ (内国勧業博覧会, Naikoku Kangyō Hakurankai) in Kyōto. Dabei wurde Takamura Kōun auf ihn aufmerksam und holte ihn nach Tōkyō, wo er sein Schüler wurde. Er gewann in rascher Folge Preise auf den Ausstellungen der Tōkyō Chōkokuka Kyōkai (東京彫刻家協会) und der Nihon Bijutsu Kyōkai (日本美術協会) und an anderen Orten. 1900 war er auf der Pariser Weltausstellung vertreten und erhielt eine Silbermedaille. 1907 gründete er mit anderen die Nihon Chōkoku Kyōkai (日本彫刻協会).
Yamazaki erreichte auch auf den Ausstellungen des Kultusministeriums, zunächst kurz „Bunten“, dann „Teiten“ genannt, Aufmerksamkeit mit seinen romantischen Skulpturen mit geschichtlichen und mythologischen Themen und mit ihren leicht „westlichen“, teilweise auch akademischen Ausgestaltungen. Er wurde 1927 Mitglied der Akademie der Künste, 1934 Künstler am Hofe (帝室技芸員, Teishitsu Gigeiin) und wurde 1952 als „Person mit besonderen kulturellen Verdiensten“ ausgezeichnet.
Zu Yamazakis repräsentativen Werken gehören „Ōbako“ (大葉子) aus dem Jahr 1908 und „Takaogami“ (龗), 1911. – Zu seinen Schülern gehört Satō Chōzan (1888–1963).